# Corvus pusillus
Corvus pusillus — горобцеподібний птах роду круків (Corvus) родини во́ронових (Corvidae). Раніше він вважався підвидом Corvus enca, але філогенетичні дані вказують на те, що обидва є різними видами, і тому Міжнародна спілка орнітологів розділила його.
Він є ендеміком Філіппін, де зустрічається на островах Міндоро, Палаван і Каламійських островах. Його природні місця існування — субтропічні або тропічні вологі рівнинні ліси та субтропічні або тропічні мангрові ліси.